# Paral·lel 19° sud
El paral·lel 19° sud és una línia de latitud que es troba a 19 graus sud de la línia equatorial terrestre. Travessa l'oceà Atlàntic, l'Àfrica, l'Oceà Índic, el Sud-est Asiàtic, l'Australàsia, l'Oceà Pacífic i Amèrica del Sud.

## Geografia
En el sistema geodèsic WGS84, al nivell de 19° de latitud sud, un grau de longitud equival a 105,292 km; la longitud total del paral·lel és de 37.905 km, que és aproximadament 95,0% de la de l'equador, del que es troba a 2.102 km i a 7.900 km del pol Sud

## Arreu del món
A partir del Meridià de Greenwich i cap a l'est, el paral·lel 19° sud passa per: 
| Coordenades                               | País. Territori o mar | Notes |
| ----------------------------------------- | --------------------- | --- |
| 19° 0′ S, 0° 0′ E / 19.000°S,0.000°E      | Oceà Atlàntic         | |
| 19° 0′ S, 12° 28′ E / 19.000°S,12.467°E   | Namíbia               | |
| 19° 0′ S, 21° 0′ E / 19.000°S,21.000°E    | Botswana              | |
| 19° 0′ S, 25° 59′ E / 19.000°S,25.983°E   | Zimbàbue              | |
| 19° 0′ S, 32° 42′ E / 19.000°S,32.700°E   | Moçambic              | |
| 19° 0′ S, 35° 51′ E / 19.000°S,35.850°E   | Oceà Índic            | Canal de Moçambic |
| 19° 0′ S, 44° 14′ E / 19.000°S,44.233°E   | Madagascar            | Passa al sud d'Antananarivo |
| 19° 0′ S, 49° 5′ E / 19.000°S,49.083°E    | Oceà Índic            | |
| 19° 0′ S, 121° 33′ E / 19.000°S,121.550°E | Austràlia             | Austràlia Occidental Territori del Nord Queensland |
| 19° 0′ S, 146° 22′ E / 19.000°S,146.367°E | Mar del Corall        | Passa entre les illes Rattlesnake i illes Acheron, Queensland, Austràlia · Passa al nord de l'escull Marion a illes del Mar del Corall Austràlia · Passa al nord de les illes Chesterfield, Nova Caledònia |
| 19° 0′ S, 169° 17′ E / 19.000°S,169.283°E | Vanuatu               | El punt més meridional de l'illa Erromango |
| 19° 0′ S, 169° 17′ E / 19.000°S,169.283°E | Oceà Pacífic          | |
| 19° 0′ S, 178° 10′ E / 19.000°S,178.167°E | Fiji                  | Illa Kadavu |
| 19° 0′ S, 178° 29′ E / 19.000°S,178.483°E | Oceà Pacífic          | Passa al nord de l'illa Matuku, Fiji |
| 19° 0′ S, 179° 52′ O / 19.000°S,179.867°O | Fiji                  | Illa Totoya |
| 19° 0′ S, 179° 51′ O / 19.000°S,179.850°O | Oceà Pacífic          | Passa al sud de Kabara, Fiji · Passa al nord de Fulaga, Fiji · Passa al sud de Late, Tonga |
| 19° 0′ S, 169° 55′ O / 19.000°S,169.917°O | Niue                  | |
| 19° 0′ S, 169° 48′ O / 19.000°S,169.800°O | Oceà Pacífic          | Passa al sud de l'illa Aitutaki, Illes Cook · Passa al nord de Manuae atoll, Illes Cook · Passa al sud de Nengonengo atoll, Polinèsia Francesa · Passa al nord de l'atol Manuhangi, Polinèsia Francesa · Passa al nord de l'atol Paraoa, Polinèsia Francesa · Passa al sud de l'atol Vahitahi, Polinèsia Francesa |
| 19° 0′ S, 70° 19′ O / 19.000°S,70.317°O   | Xile                  | |
| 19° 0′ S, 68° 54′ O / 19.000°S,68.900°O   | Bolívia               | Passa al nord de Sucre |
| 19° 0′ S, 57° 42′ O / 19.000°S,57.700°O   | Brasil                | Mato Grosso do Sul estat de Goiás Minas Gerais Espírito Santo |
| 19° 0′ S, 39° 44′ O / 19.000°S,39.733°O   | Oceà Atlàntic         | |